# Dieter Abbo Kalbhen
Dieter Abbo Kalbhen (* 27. Januar 1934 in Husum; † 21. Oktober 2014 in Euskirchen) war ein deutscher Pharmakologe und Hochschullehrer.

## Leben
Dieter Abbo Kalbhen studierte Pharmazie an der Technischen Hochschule Braunschweig und der Rheinischen Friedrich-Wilhelms-Universität Bonn. 1956 wurde er Mitglied des Corps Frisia Braunschweig. 1959 legte er das Examen ab. 1962 wurde er in Bonn zum Dr. rer. nat. promoviert. Im selben Jahr ging er an die National Institutes of Health (NIH), Bethesda, Maryland, USA. 1963 verweilte er zu einem Postdoc-Aufenthalt an der University of California, Berkeley. 1964 kehrte er nach Bonn zurück, wo er sich 1969 am Pharmakologischen Institut der Medizinischen Fakultät habilitierte. 1971 wurde er zum Professor für Pharmakologie und Toxikologie und wissenschaftlichen Rat ernannt. In den Jahren 1973 und 1974 verweilte er abermals zu einem Forschungsaufenthalt in Berkeley. 1999 wurde er emeritiert.
Kalbhen arbeitete auf den Gebieten der Entzündungs- und Rheumaforschung sowie über Psychopharmaka. Er verfasste zahlreiche Beiträge in wissenschaftlichen Werken und publizierte über 150 wissenschaftliche Aufsätze.

## Auszeichnungen
- Curt-Adam-Preis, 1980
- Carol-Nachman-Preis für Rheumatologie, 1981

## Schriften
- Untersuchungen über das Verhalten der freien Aminosäuren und Nukleotide im gesunden und entzündeten Pfotengewebe der Ratte, 1962
- Pharmakologische Studien an neoplastischen Mastzellen über Zusammenhänge von Zellvermehrung und Adenosintriphosphat-Gehalt, 1969
- Pharmakologische Studien zur Entwicklung eines neuen Arthrosemodells am Versuchstier, 1978
- Die experimentelle Arthrose und ihre Verwendung in der Pharmakologie, 1980
- Zur Pharmakotherapie der Arthrosen, 1981
- Arthrosis deformans, 1982